# Amphibolia wilsoni
Amphibolia wilsoni är en tvåvingeart som beskrevs av Paramonov 1950. Amphibolia wilsoni ingår i släktet Amphibolia och familjen parasitflugor. Inga underarter finns listade i Catalogue of Life.